# Venterstad
Venterstad is een plaats met 3600 inwoners, in de Zuid-Afrikaanse provincie Oost-Kaap.

## Subplaatsen
Het nationaal instituut voor de statistiek, Stats SA, deelt sinds de census 2011 deze hoofdplaats in in 4 zogenaamde subplaatsen (sub place):
Emagalini • Lyciunville • Takalani • Venterstad SP.

## Geboren
- Theuns Jordaan (1971-2021), zanger